# Велдховен, Чарльз
Чарльз Велдховен (нидерл. Charles Veldhoven; род. 1965, Лейден, провинция Южная Голландия) — нидерландский конькобежец, специализирующаяся в шорт-треке. Участвовал в Зимних Олимпийских играх 1988 года. 4-х кратный чемпион мира. Пятикратный чемпион Нидерландов с 1984-1987, 1989 годах в абсолютном зачёте.

## Биография
Чарльз Велдховен с 1981 года участвовал в международных турнирах. Первую свою медаль он получил на чемпионате мира в Монктоне, где в эстафете выиграл серебро.
С 1982 года по 1990 года Велдховен был постоянным участником эстафеты, принесшей ему три золотых медали на мировых чемпионатах в Шамони, Солихалле и Амстердаме, две серебряные в Монктоне, Сент-Луисе и две бронзовые в Питерборо и Мельбурне. В личных состязаниях он выиграл в 1987 году на дистанции 1500 метров, и на том же чемпионате мира стал третьим в абсолютном зачёте. На Зимних Олимпийских играх 1988 года в Калгари,  где шорт-трек был показательным видом спорта, Велдховен на дистанции 3000 метров был вторым, проиграл только корейцу Ли Джун Хо, а в эстафете вместе с партнёрами по команде выиграл золото. В 1991 году на первом чемпионате мира среди команд Велдховен тоже участвовал, но там Нидерланды заняли только шестое место. После этого чемпионата он закончил карьеру.

## Карьера в медицине
Чарльз закончил Лейденский Университет (1983-1990), где изучал медицинскую биологию. В 1990 году стал научным сотрудником отдела аутоиммунных заболевании в изучении фундаментальных исследовании, где проработал по 1995 год.  С 1996 года активно работал в качестве полевого агента и советника по диагностике в "Sanquin Diagnostiek". С 2007 года возглавлял отдел медицинского администрирования и логистики в медицинской лаборатории "Sanquin Diagnostiek" С июля 2017 года 
в должности инженер по эксплуатации в 80-ти больницах. С 1990 - 2017г.г.  в должности доктора медицинских наук.